# 도용구
도용구(1957년 1월 8일 ~ )는 대한민국의 성우이다. 1983년 CBS 13기 공채 성우로 데뷔하였다.

## 논란
2011년 7월 5일에 축제 현장에서 사회를 보던 동료 MC를 성추행한 혐의로 벌금 50만원을 선고받았다. 이 때문에 백진, 박조호, 양현처럼 4번째 볼드모트로 추락하나 했는데, 어째선지 묻혔다.

## 학력
- 서울예술전문대학

## 출연 작품

### 애니메이션 출연작
- 《사막의 해적 캡틴 쿠파》(재능TV) - 하바마
- 《부탁해! 마이멜로디》 (SBS)
- 《드레곤볼》 (SBS) - 타오파이파이, 그외 단역
- 《캡틴 테일러》 (SBS) - 안데르센
- 《슬레이어즈 NEXT》(SBS) - 마족(14화)
- 《명탐정 코난》(14기) (투니버스) - 신태만
- 《전설의 용사 다간》 (SBS)

### 외화 출연작
- 《마틴 기어의 귀향》(SBS) - 티힐 사람(마르셀 캠펠)
- 《조슈아 트리》(SBS) - 교도관(켄 블레져)
- 《슈퍼맨》(SBS)
- 《인조인간 오토매틱》(SBS) - 웨스트
- 《킥 복서》(SBS) - 태국인의 부하(유관위)
- 《12몽키즈》(SBS) - 앤지니어(어니스트 아부바), 악덕의사, 경찰2
- 《이연걸의 히트맨》(SBS) - 츠카모토의 손자(세토 케이지)
- 《속 48시간》(SBS)

### 영화 출연작
- 《나의 사랑 나의 신부》(1990) - 미스터 박
- 《첫사랑》(1993)
- 《남자는 괴로워》(1995)
- 《진짜 사나이》(1996) - 항의하는 남자
- 《인정사정 볼 것 없다》(1999) - 장 형사
- 《화산고》(2001) - 음성 출연
- 《공공의 적》(2002) - 남 형사
- 《로드무비》(2002) - 심문 형사
- 《늑대의 유혹》(2004) - 새아빠
- 《주홍글씨》(2004) - 한 사장
- 《얼굴 없는 미녀》(2004) - 수연이 아버지
- 《형사》(2005) - 종사관
- 《백만장자의 첫사랑》(2006) - 명식이 아버지
- 《타짜》(2006) - 뚱뚱이
- 《더 픽쳐스》(2007)
- 《크로싱》(2008) - 탈북자 1
- 《도레미파솔라시도》(2008) - 최면술사
- 《슈퍼맨이었던 사나이》(2008) - 부장
- 《쌍화점》(2008) - 기원홍
- 《해운대》(2009) - 연희 부
- 《부산》(2009) - 회상 사장
- 《하모니》(2010) - 교정청장
- 《맨발의 꿈》(2010) - 오 대사
- 《시라노; 연애조작단》(2011) - 장로
- 《통증》(2011) - 관계자
- 《광해, 왕이 된 남자》(2012) - 병판
- 《감기》 (2013) - 찬우조부
- 《공정사회》(2013) - 출동경찰 1
- 《가시》(2014) - 산부인과 의사
- 《터널 3D》(2014) - 늙은 광부
- 《검사외전》(2016) - 5년후 재소자 1
- 《덕혜옹주》(2016) - 요시다
- 《박열》(2017) - 유아사 구라헤이
- 《남한산성》(2017) - 도원수
- 《자전차왕 엄복동》(2019) - 총독부 관리 1
- 《증언-민주주의란 나무는 국민의 피를 먹고 자란다》(2022) - 나레이션
- 《정이》(2023) - 군복장성1
- 《도그데이즈》(2024) - 대영회장

### 드라마 출연작
- 《태왕 사신기》(MBC, 2007) - 대신관
- 《제4공화국》 (MBC, 1995) - 남덕우, 장형태
- 《미세스 캅》(SBS, 2015) - 김의원
- 《군주 - 가면의 주인》(MBC, 2017) - 최성기
- 《황금빛 내 인생》(KBS2, 2017) - 장석두
- 《숨바꼭질》(MBC, 2018)
- 《지옥》(넷플릭스) - 택시운전사

### TV프로그램 출연작
- 《시사기획 화두》(t-broad) - 내레이션
- 《고스트 헌터》(KBS joy) - 내레이션
- 《VJ 특공대》(KBS) - 내레이션
- 《무한지대 큐》(KBS) - 내레이션
- 《생생정보통》(KBS) - 내레이션
- 《수상한 식탁》(TV조선) - 내레이션
- 《범죄의 재구성》 (tvN)
- 《생방송 오늘 저녁》(MBC) - 내레이션
- 《의뢰인 K》(KBS) - 내레이션
- 《현장르포 특종세상》(MBN) - 내레이션
- 《긴급출동 24시》(KBS) - 내레이션
- 《이것은 실화다》(TV조선) - 출연, 내레이션
- 《리얼TV 경찰24시》(iTV) - 내레이션

### 기타
- 《세계명작동화》(웅진닷컴)
- 《드라마 바이블》 - 사울, 에스겔 역
- 《CBS 김현정의 뉴스쇼》(CBS 표준FM) - 도용구 "천의 목소리? 내 목소리 하나 찾아도 다행" 2020년 7월 17일 출연